# Стольненський парк
Сто́льненський парк (інша назва — Парк культури і відпочинку) — парк-пам'ятка садово-паркового мистецтва місцевого значення в Україні. Розташований у межах Менського району Чернігівської області, в центральній частині села Стольне.
Площа 12 га. Статус присвоєно згідно з рішенням Чернігівського облвиконкому від 06.04.1971 року № 168; від 10.06.1972 року № 303; від 27.12.1984 року № 454; від 28.08.1989 року № 164. Перебуває у віданні: Стольненська сільська рада.
Статус присвоєно для збереження парку дендрологічного типу, закладеного в XIX ст. Зростає чимало цінних порід дерев і чагарників. З півночі та заходу парк прилягає до мальовничого ставу на річці Думниці.

## Галерея

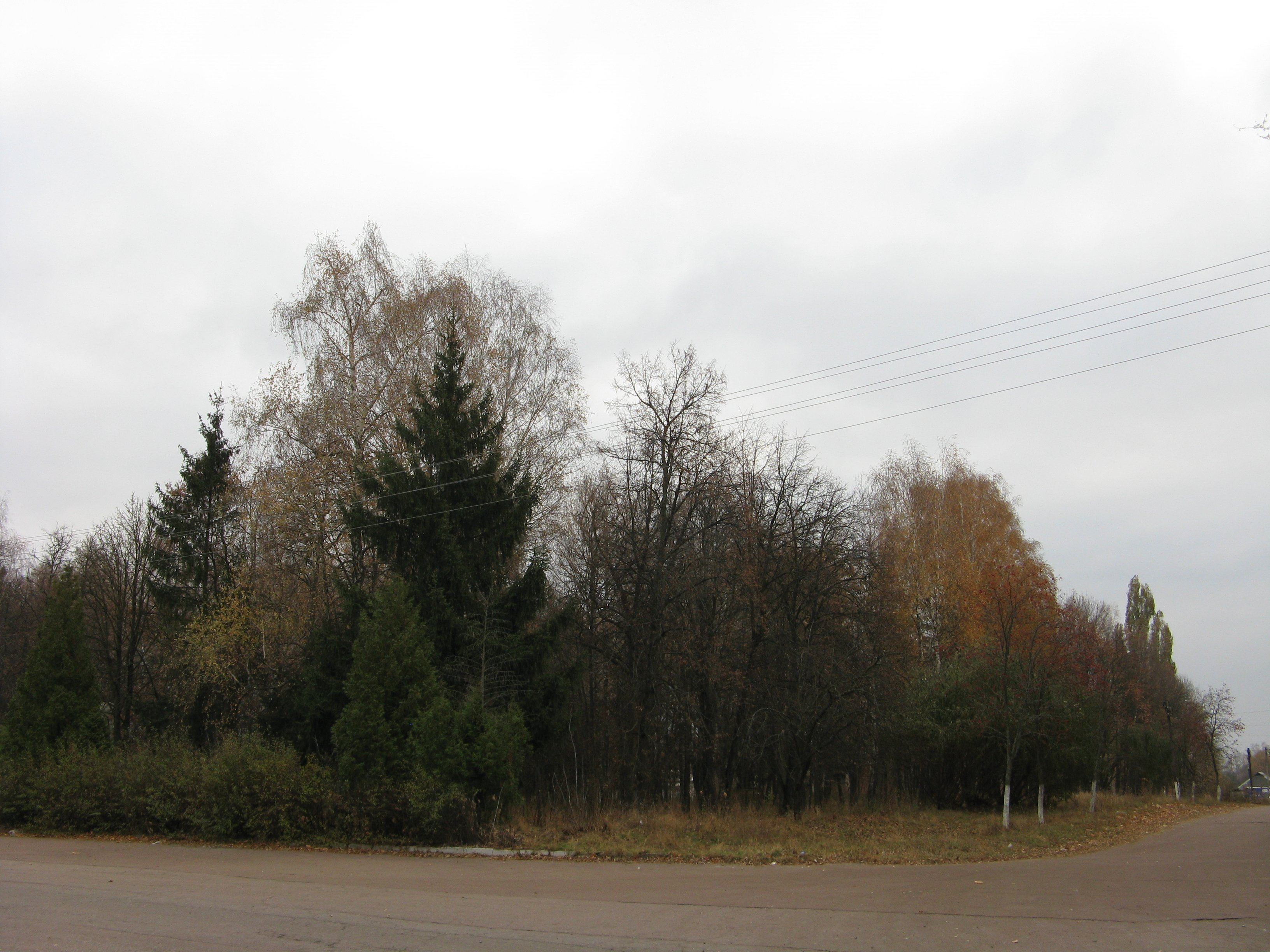
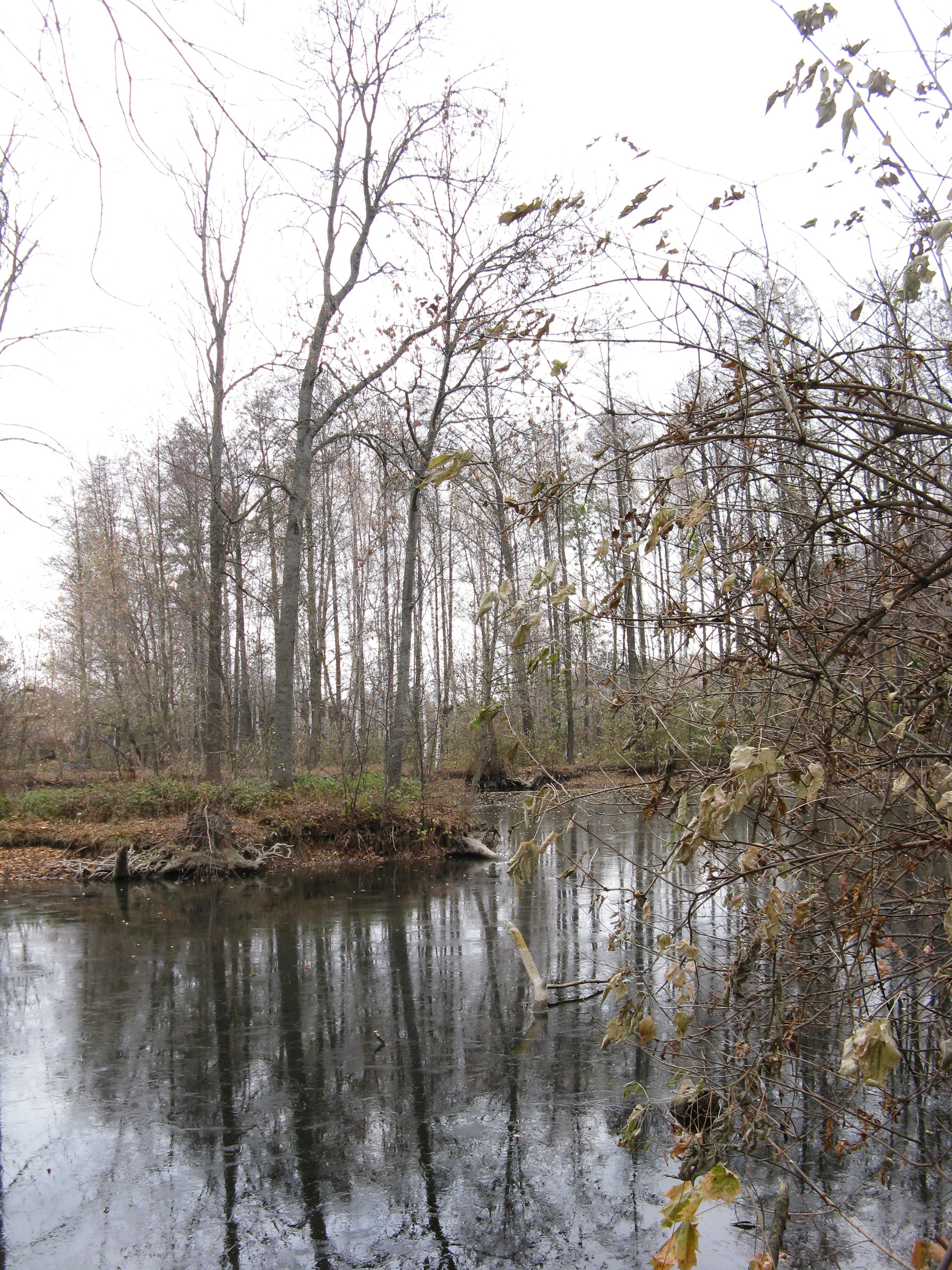
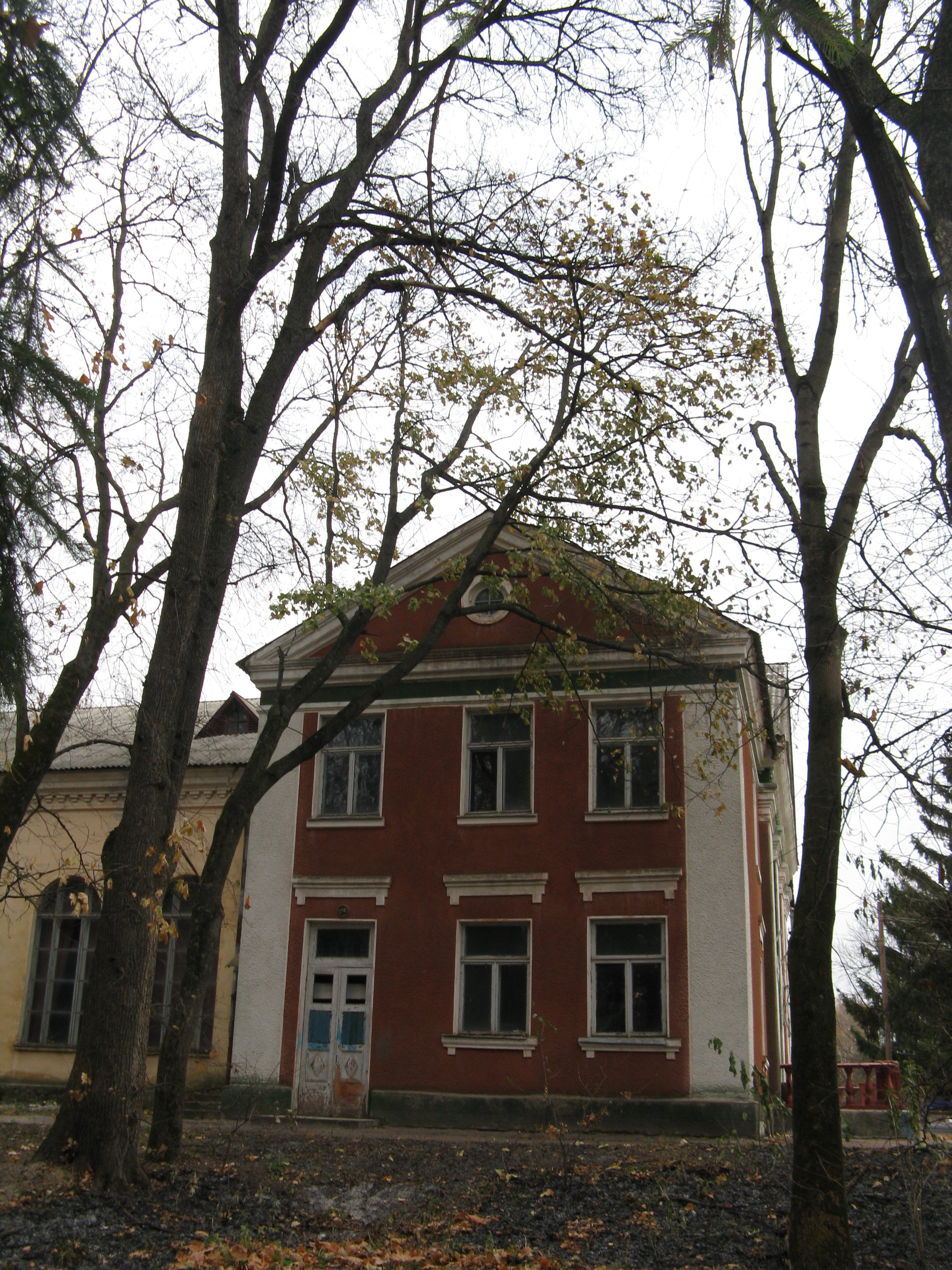